# Oceanos
Cet article concerne le navire de croisière. Pour le Titan Océanos, voir Océan (mythologie).
L’Oceanos est un navire de croisière construit en 1952 par les Forges et Chantiers de la Gironde de Bordeaux pour les Messageries maritimes. Il est lancé le 12 juillet 1952 et mis en service le 31 juillet 1953 sous le nom de Jean Laborde. En 1970, il est vendu à la compagnie K. Efthymiades et devient le Mykinai. Deux ans plus tard, il est transféré à la filiale de la compagnie sus-citée, la Hellenic Italian Line et est renommé Ancona. En 1974, il est momentanément appelé Brindisi Express puis Eastern Princess à la suite d'un affrètement par la société SAS Co. En 1976, il est acquis par la compagnie Epirotiki Lines et est renommé Oceanos. C’est sous ce nom qu’il sombre le 4 août 1991 lors d’un trajet entre East London et Durban. Aucune victime n’est à déplorer.

## Histoire

### Jean Laborde
Le navire de croisière est construit en 1952 par les forges et chantiers de la Gironde de Bordeaux pour les Messageries maritimes. Il est lancé le 12 juillet 1952 et mis en service le 31 juillet 1953 sous le nom de Jean Laborde entre Marseille, Madagascar et l'île Maurice.

### Mykinai
En 1970, il est vendu à la compagnie K. Efthymiades et devient le Mykinai. Il est utilisé comme un ferry entre Le Pirée et la Crète.

### Ancona
En 1972, il est transféré à la compagnie Hellenic Italian Line, une filiale de la compagnie K. Efthymiades. Il est renommé Ancona et mis en service entre Ancône et Patras. En 1974, il est momentanément appelé Brindisi Express.

### Eastern Princess
En 1974, il est affrété par la compagnie SAS Co. et mis en service entre Singapour et l’Australie sous le nom d’Eastern Princess.

### Oceanos
En 1976, il est acquis par la compagnie Epirotiki Lines et est renommé Oceanos. La même année, il est affrété pour six ans par la compagnie Star Lauro.
En 1988, l’Oceanos est affrété pour 8 mois par la compagnie TFC Tours. Il se trouve alors dans un état de délabrement avancé, avec des parties de coque détachées, des clapets anti-retour démontés et utilisés comme pièces de rechange, et un trou de 10 cm dans une cloison étanche située entre le compartiment générateur et la caisse à eaux noires. Malgré ces problèmes, il est à nouveau affrété par TFC Tours en 1991.

## Naufrage
Le 3 août 1991, l’Oceanos quitte East London en direction de Durban sur décision du capitaine, malgré une météo très défavorable. Au cours de la traversée, il se retrouve confronté à des vents de 40 nœuds et des creux de 9 mètres.
La fête de départ, prévue sur le pont avec les artistes britanniques Moss et Tracy Hills, a lieu dans le salon Four Seasons à cause de la mauvaise météo, mais la plupart des passagers restent dans leurs cabines.
Vers 21 h 30 (UTC+2), alors que le navire longe la côte sauvage du Transkei, une explosion assourdissante est entendue et l’Oceanos perd son énergie à la suite d’une fuite dans une prise d’eau située dans la salle des machines. Le chef mécanicien rapporte au capitaine Yiannis Avranas que l’eau entre par la coque et inonde la salle des machines. Les groupes électrogènes sont arrêtés afin d’éviter un court-circuit et le navire part à la dérive.
L’eau continue à monter, traverse le trou de 10 cm de la cloison étanche et entre dans la caisse à eaux noires. Comme les clapets anti-retour ont été retirés, l’eau remonte par la plomberie du navire et ressort dans les cabines via les douches et les toilettes.
Lorsque l’équipage réalise que le navire va sombrer, il panique et néglige de fermer les hublots des ponts inférieurs, comme prévu dans la procédure en cas d’urgence. De plus, aucune alarme n’est déclenchée. Les passagers ignorent tout de la situation jusqu’au moment où les premiers signes d’inondation apparaissent. À ce moment, les témoignages révèlent que la majorité de l’équipage, y compris le capitaine Avranas, sont déjà équipés et prêts à évacuer, apparemment pas concernés par la sécurité des passagers.
Moss Hills, le musicien de la soirée organisée à bord, envoie un SOS. Celui-ci est capté par plusieurs navires environnants qui se rendent sur les lieux du naufrage pour porter assistance. La marine et la Force aérienne sud-africaine lancent une opération de sauvetage qui dure 7 heures et mobilise 16 hélicoptères effectuant des aller-retours entre la terre ferme et l’Oceanos. Les 571 personnes à bord sont sauvées.
Moss Hills a organisé l’évacuation des passagers par les hélicoptères et est reconnu par la majorité des passagers comme le héros de ces événements. Hills et son camarade artiste Julian Butler ont dirigé les efforts de l’équipe des animateurs (incluant Tracy Hills et Robin Boltman) dans l’assistance des passagers. Butler, Hills et sa femme Tracy furent parmi les cinq dernières personnes à quitter le navire. Moss Hills était également à bord du paquebot Achille Lauro lorsque ce dernier prend feu le 1er décembre 1994 et coule.
Le 4 août vers 15 h 30 (UTC+2), l’Oceanos chavire et coule par la proue. Les dernières minutes du naufrage ont été filmées et diffusées par la chaîne de télévision ABC News. Ces vidéos et l’interview de Moss Hills ont été intégrés dans un documentaire britannique de Christopher Amess Navires en détresse réalisé en 2012 et consacré aux naufrages récents de ferries ou de paquebots, dont l’Oceanos.

## Responsabilités
Le capitaine Yiannis Avranas a été accusé par les passagers de les avoir abandonnés sans personne d’autre que le personnel d’animation pour les aider à évacuer. Avranas annonça qu’il avait quitté le navire le premier afin d’organiser les opérations de sauvetage et ensuite coordonner les secours depuis un hélicoptère. Avranas a déclaré : « Lorsque je donne l’ordre d’abandon du navire, ça n’a pas d'importance à quel moment je quitte le navire. L’ordre d’abandon est pour tout le monde. Si certains veulent rester, ils peuvent rester. »
La commission d’enquête grecque a déclaré Avranas et quatre officiers négligents dans leur gestion de la catastrophe. Mais le capitaine n'a pas fait l'objet de sanctions et a repris du service auprès de la même compagnie jusqu'à sa retraite.
Epirotiki Lines avait perdu deux autres navires durant les trois ans précédant le naufrage de l’Oceanos : le vaisseau amiral de la compagnie Pegasus (en) deux mois avant et le Jupiter (en) trois ans avant.

## Épave
L’épave de l’Oceanos repose entre 92 m et 97 m de profondeur, à 5 km de la côte. Des plongeurs ont visité le site de l’épave mais la plongée est difficile à cause des importants courants et de la présence de nombreux requins dans la zone. Des photos prises en 2002 ont montré qu’une partie du pont s’est effondrée.

## Navires-jumeaux
Il a trois navires-jumeaux ou sister-ships :
- le Ferdinand de Lesseps, lancé en 1951 aux Forges et Chantiers de la Gironde et détruit en 2003 à Alang au Vietnam ;
- le La Bourdonnais lancé en 1951 à l'arsenal de Lorient, détruit en 1977 à Perama en Grèce ;
- le Pierre Loti lancé en 1951 à l'arsenal de Brest, détruit en 1986 à Salamine en Grèce.